# Steindachneridion punctatum
Steindachneridion punctatum är en fiskart som först beskrevs av Miranda Ribeiro, 1918.  Steindachneridion punctatum ingår i släktet Steindachneridion och familjen Pimelodidae. Inga underarter finns listade i Catalogue of Life.